# Ivan Rogač
Ivan Rogač, cyr. Иван Рогач (ur. 18 czerwca 1992 w Kotorze) – serbski piłkarz, grający na pozycji obrońcy.

## Kariera piłkarska

### Kariera klubowa
Wychowanek Szkoły Piłkarskiej w Nowym Sadzie, dokąd przeniosła się cała rodzina po jego urodzeniu. Potem został zaproszony do juniorskiej drużyny FK Crvena zvezda, w barwach której rozpoczął karierę piłkarską. W celu większej praktyki na boisku został wypożyczony do FK Sopot. W 2011 przeniósł się do pierwszoligowego FK Rad, a 14 sierpnia 2011 zadebiutował w Superlidze. Na początku 2013 został wypożyczony na pół roku do FK BSK Borča. W lutym 2014 podpisał kontrakt z ukraińskim klubem Wołyń Łuck. 3 lutego 2015 powrócił do ojczyzny, gdzie został piłkarzem FK Vojvodina Nowy Sad.

### Kariera reprezentacyjna
Rozegrał 8 meczów w reprezentacji Serbii U-19 i dwa mecze w reprezentacji U-20. Grał na młodzieżowych mistrzostwach Europy 2011 w Rumunii, gdzie jego drużyna trafiła do półfinału.